# Comté de New Madrid
Le comté de New Madrid  est un comté du Missouri aux États-Unis. Le comté fut organisé en 1812 et nommé d'après le district qui s'y trouvait durant la colonisation espagnole, Nuevo Madrid. En 2000, sa population était de 19.760 habitants. Le siège du comté est New Madrid.
En anglais américain, New Madrid  se prononce de manière différente de la prononciation anglaise de Madrid, la ville espagnole (new MA-drid avec une prononciation courte comme dans "mad")     

## Histoire
Le comté est connu pour la série de tremblements de terre majeurs qu'il a connu durant l'hiver 1811-1812. 

## Géographie
Selon l'U.S. Census Bureau, le comté a une superficie totale de 1 808 km2 dont 1 756 km2 de terre et 52 km2 d'eau (2.87%).
Situé dans le coin sud-est de l'État, il est bordé par le Mississippi qui le sépare des États du Kentucky et du Tennessee. Le comté fait face au Kentucky Bend, territoire du Kentucky que le changement de cours du Mississippi provoqué par les tremblements de terre de 1811-1812 a isolé du reste de l'État (les frontières étant restées marquées par l'ancien cours)

### Comtés adjacents
- Comté de Scott  (nord)
- Comté de Mississippi  (nord-est)
- Comté de Fulton (Kentucky)  (est)
- Comté de Lake (Tennessee) (sud-est)
- Comté de Pemiscot  (sud)
- Comté de Dunklin  (sud-est)
- Comté de Stoddard  (nord-ouest)

### Principales routes
- Interstate 55 (axe nord-sud, entre Saint-Louis et Memphis)
- U.S. Route 61
- U.S. Route 62
- Missouri Route 153
- Missouri Route 162

## Villes
| - Canalou - Catron - Conran - Gideon - Howardville | - Kewanee - Lilbourn - Marston - Matthews - Morehouse | - New Madrid - North Lilbourn - Parma - Portageville - Risco | - Sikeston - Tallapoosa |